# Compra de Gadsden

La compra de Gadsden (en color)

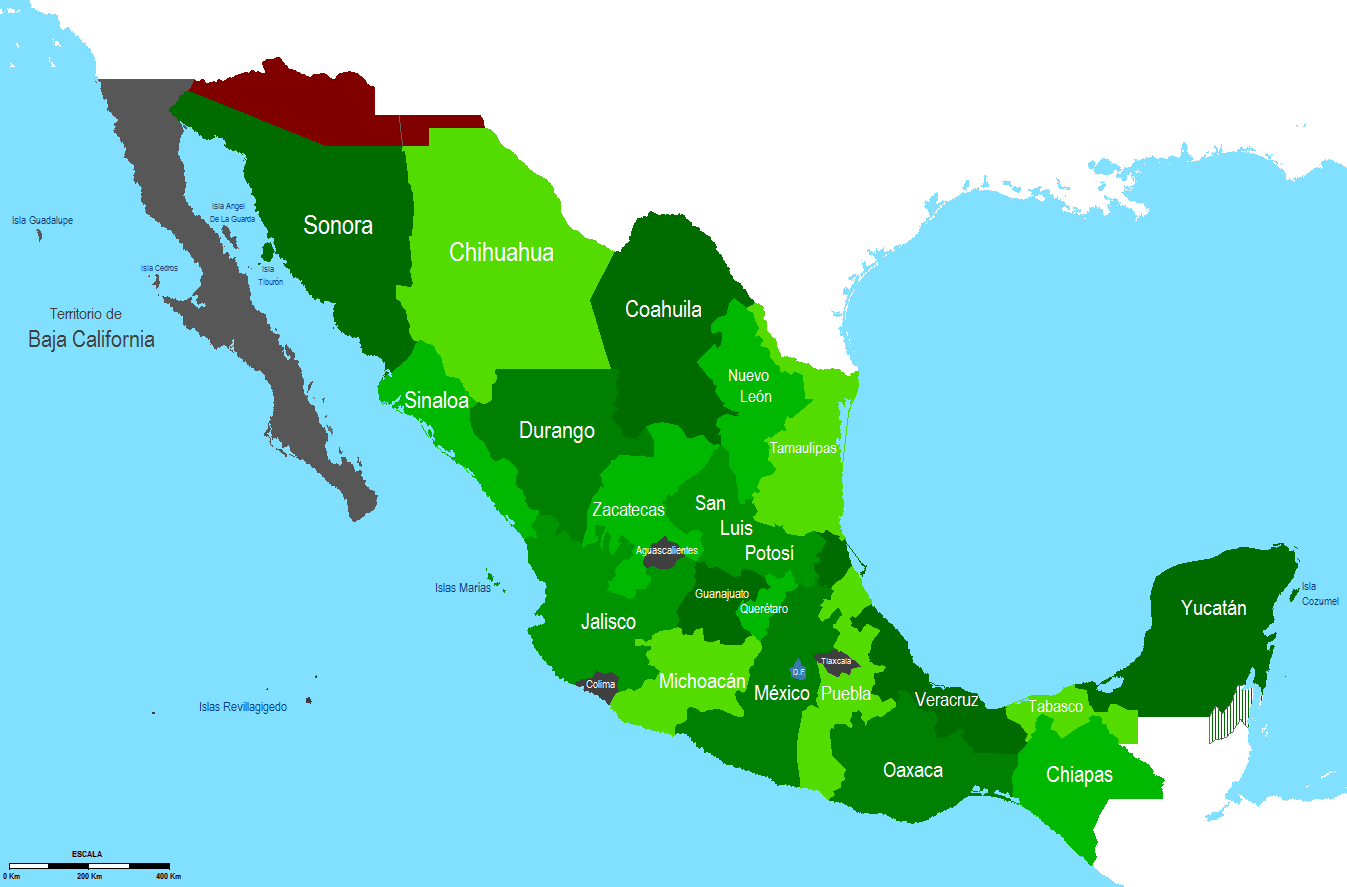
Mapa de Mèxic el 1853. En color lila el territori de la Mesilla

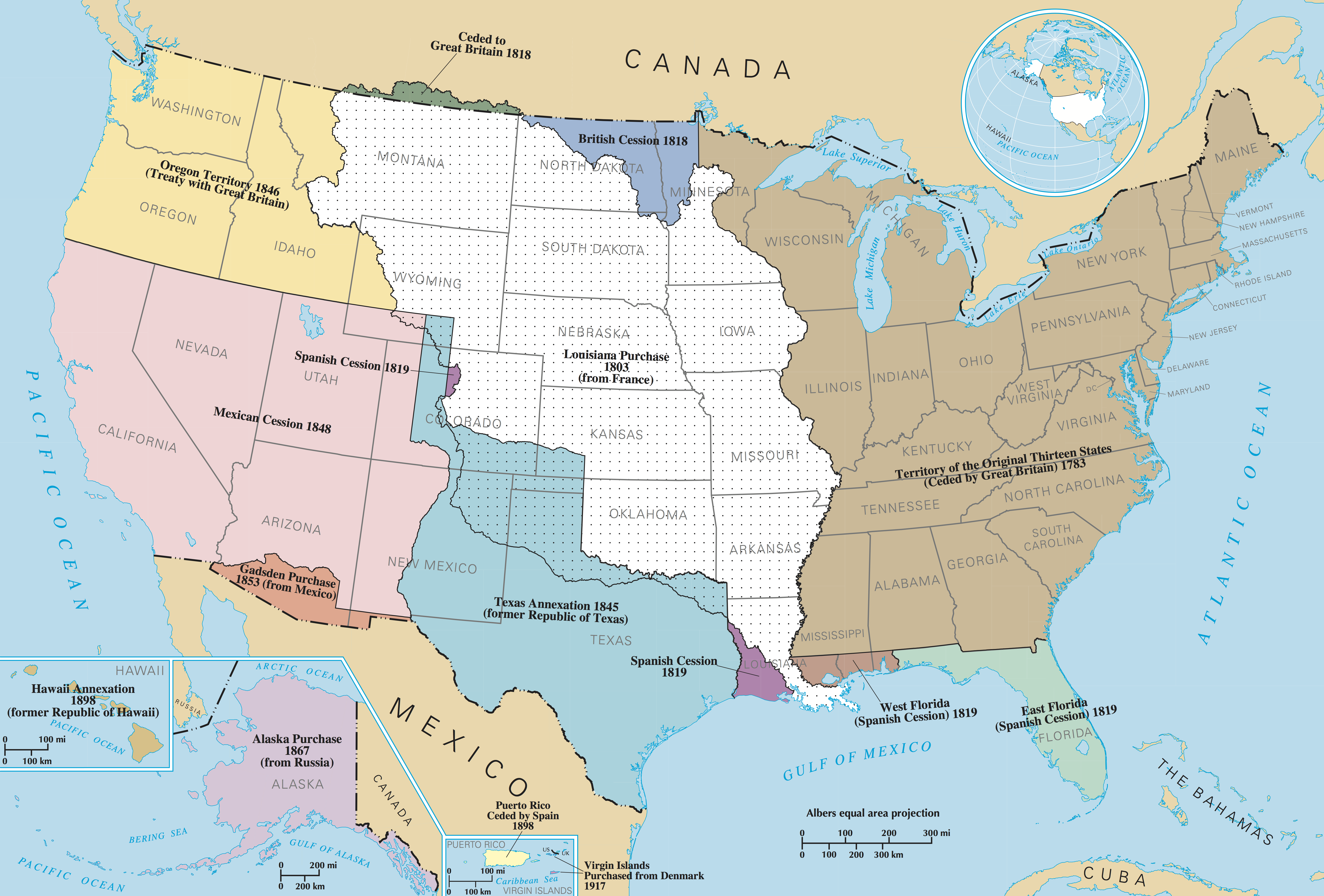
Territoris adquirits pels Estats Units, la compra de Gadsden és en roig-taronja

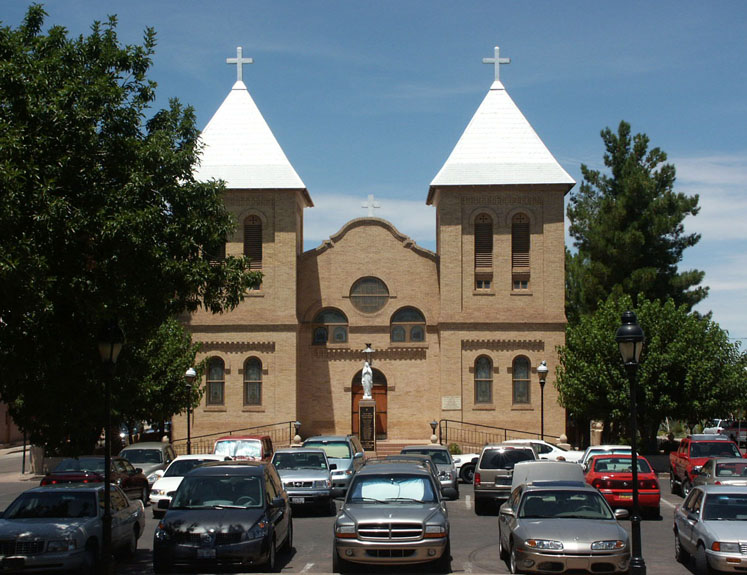
El poble de Mesilla que dona nom a la comarca, conta amb poc més de 2.000 habitants

La compra de Gadsden, en anglès: Gadsden Purchase (coneguda a Mèxic com la Venta de La Mesilla) és una regió de l'actual Arizona meridional i del sud-oest de Nou Mèxic que fa 29,670-milla-quadrada (76,800 km2) i que els Estats Units compraren via un tractat signat el 30 de desembre de 1853, per James Gadsden, Ambaixador dels EUA a Mèxic en aquell moment. Va ser ratificat pel Senat dels Estats Units el 25 d'abril de 1854 i finalment aprovat el 8 de juny de 1854. Mèxic va rebre $10 milions de dolars.
La compra incloïa terres al sud del riu Gila i a l'oest del riu Grande que els EUA van adquirir perquè pogués construir un ferrocarril transcontinental a través d'una profunda ruta sud, posteriorment finalitzada el 1881/1883. La compra també va tenir com a objectiu reconciliar problemes fronterers pendents entre els EUA i Mèxic arran del Tractat de Guadalupe Hidalgo, que va acabar amb la primera guerra de Mèxic entre 1846 i 1848.
L'administració del president Franklin Pierce, fortament influenciada pel secretari de guerra, Jefferson Davis (després president de la secessió meridional dels Estats confederats dels Estats Units) va veure una oportunitat per adquirir terrenys per al ferrocarril, així com adquirir uns altres territoris importants del nord de Mèxic.

## Antecedents
Després de la pèrdua dels territoris de l'Alta Califòrnia de Santa Fe de Nou Mèxic, així com de la major extensió de l'estat de Sonora i Sinaloa, per la guerra de la invasió nord-americana a 1846-1848, que va culminar amb els tractats de Guadalupe Hidalgo (2 de febrer de 1848), i la antelació havia estat la separació de Texas (1835-1836), que es va annexar als Estats Units en 1845, Mèxic es va veure privat de més de la meitat del seu territori. Al mes d'abril de 1853, el governador de Nou Mèxic, Lane, va realitzar moviments d'ocupació sobre la vall conegut com "La Mesilla", o sigui una extensió de més de cent mil quilòmetres quadrats, situada entre el riu Gila pel nord i l'actual línia divisòria de Chihuahua i Sonora pel sud, que òbviament pertanyia a Mèxic. En tal virtut es va entaular el conflicte relatiu i el govern nord-americà va enviar a James Gadsden (1778-1858), al mes de juliol següent, per a l'arranjament que pretenien i el qual, segons es manifesta en l'obra "Història documental de Mèxic", comprenia "la incorporació al seu país de grans parts dels estats de Tamaulipas, Nuevo León i Coahuila, parts menors de Chihuahua i Sonora i tota Baixa Califòrnia, a canvi de cinquanta milions de pesos". El relatiu, sobre a qui corresponia la Mesilla, estava molt clar, ja que segons expressen Wigberto Jiménez Moreno i José Miranda: "Dita vall havia estat atribuït a Mèxic per la "Comissió de Límits" que es forma d'acord amb el Tractat (de Guadalupe Hidalgo), però la seva possessió interessava molt als Estats Units perquè la Mesilla era Comarca indicada per al pas d'un ferrocarril interoceànic que el veí país tenia ja planejat. El cas és que el poder executiu nord-americà va declarar nul l'acord de la "Comissió de Límits" i va enviar a Mèxic a un representant seu, el general James Gadsden, a fi de negociar l'adquisició d'aquest territori". Santa Anna es trobava llavors, per onzena vegada, a la Presidència de la República, i com en altres històriques ocasions no va tenir cap escrúpol en vendre part del país i imposar sobre el seu territori gravíssimes concessions, a canvi d'una irrisòria quantitat considerada encara per llavors, si es té en compte el que hi va haver pel mig, però així hagués estat el més alt preu, la pàtria no es ven ni es hipoteca. Indiquen els tractadistes, que a més del que va representar aquesta nova pèrdua territorial, es va deixar també a la comarca sense protecció respecte a les incursions d'indis bàrbars, sorgint llavors el tracte inhumà de les "contractes de sang", per lliurar-se de ells, ja que es pagava una suma de diners pels seus caps.

## El Tractat de la Mesilla
El 30 de desembre de 1853, van signar el tractat, per Mèxic: Manuel Díez de Bonilla, secretari de Relacions Exteriors, Mariano Monterde i Salazar Ilarregui; pels Estats Units: James Gadsden, enviat extraordinari i ministre plenipotenciari. Va ser acceptat, ratificat i confirmat per Santa Anna, president de la República Mexicana, el 31 de maig de 1854. Igualment va ser confirmat i ratificat pel president dels Estats Units, Pierce, a Washington, el 29 de juny de 1854. El va promulgar i va manar publicar Santa-Anna, el 20 de juliol de 1854. el tractat de que es parla conté nou articles:
- L'article I, assenyalava tècnicament per a aquesta data els nous límits territorials entre les dues nacions; així mateix indica que s'haurà de nomenar dos comissaris, un per cada país, per "recórrer i demarcar" la línia divisòria estipulada, assistits si ho jutgen convenient per alguns auxiliars o facultatius, com agrimensors, astrònoms, etcètera, mortificant amb l'anterior i en part el article cinquè del Tractat de Guadalupe Hidalgo;
- L'article II, expressava que el govern de Mèxic eximeix al dels Estats Units de les obligacions consignades en l'article 11 del Tractat de Guadalupe Hidalgo, així com d'aquelles a què es contreu l'article 33 del Tractat d'Amistat, Comerç i Navegació, de l'5 d'abril de 1831.
- L'article III, el govern dels Estats Units convenia a pagar al govern de Mèxic, a Nova York, la suma de deu milions de pesos, dels quals "7 es cobriran tan després es verifiqui el bescanvi de les ratificacions respectiu i els tres restants quan es reconegui, marqui i fixi la línia divisòria ".
- L'article IV, manifestava que per haver-se fet nugatories les estipulacions dels preceptes sisè i setè del Tractat de Guadalupe Hidalgo, en substitució d'elles queden les que segueixen: Els vaixells i ciutadans dels Estats Units tindran en tot temps lliure i no interromput trànsit pel Golf de Califòrnia, per les seves posicions situades al nord de la línia divisòria, entenent-se que aquest trànsit s'ha de fer navegant per aquest golf i pel riu Colorado i no per terra, sense exprés consentiment del govern mexicà;
- L'article V, estatuïa que les estipulacions dels preceptes 8, 9, 16 i 17 del Tractat de Guadalupe Hidalgo s'aplicarien al territori cedit per la República Mexicana en aquest tractat.
- L'article VI, determinava que no serien vàlides les concessions de terres a la Mesilla atorgades després del 25 de setembre de 1853, ni tampoc es respectarien les que no estiguessin registrades en els arxius mexicans degudament.
- L'article VII, deia que si per alguna causa es arribessin a trencar novament les relacions entre els dos països, s'estarà a l'estipulat en els articles 21 i 22 del Tractat de Guadalupe.
- L'article VIII, expressava que havent autoritzat el govern mexicà, el 5 de febrer de 1853, la ràpida construcció d'un camí de fusta i un ferrocarril a l'Istme de Tehuantepec, s'estipula que cap dels dos governs posarà cap obstacle al trànsit de persones i mercaderies d'ambdues nacions, sense que en cap temps s'imposin als ciutadans i propietats dels Estats Units càrregues més grans que als d'altres nacions, i que cap interès en aquesta via de comunicació o en els seus productes es transferirà a un govern estranger; que igualment els Estats Units tindran dret de transportar per l'Istme i per mitjà dels seus agents valises tancades i aquestes, així com els efectes del govern nord-americà i els seus ciutadans, que vagin només de trànsit, "sense distribuir" en l'istme, estaran lliures de drets de duana o altres i que no s'exigirà a les persones que només travessin l'istme, passaports o cartes de seguretat; i també que aviat se celebraria un arranjament per al pas de tropes i municions dels Estats Units, convenint aquests en impartir la seva protecció al respecte, d'acord amb el dret de gents.
- L'article IX indicava que les ratificacions al Tractat es canviaran a Washington en el termini de 6 mesos.